# Kanei Daiki
Daiki Kanei (sinh ngày 8 tháng 12 năm 1987) là một cầu thủ bóng đá người Nhật Bản.

## Sự nghiệp câu lạc bộ
Daiki Kanei đã từng chơi cho Albirex Niigata, Japan Soccer College, Kataller Toyama, Roasso Kumamoto và Oita Trinita.